# Joseph Goebbels
Paul Joseph Goebbels (Rheydt, 1897. október 29. – Berlin, 1945. május 1.) német politikus, Adolf Hitler nemzetiszocialista Németországának propagandaminisztere 1933 és 1945 között, Adolf Hitler közvetlen munkatársa és a végsőkig kitartó híve. A náci rezsim kevés diplomás értelmiségi vezetője közé tartozott. Gátlástalan propagandatevékenysége a második világháború után világszerte fogalommá vált. Szónoki tehetségéről és szélsőséges antiszemitizmusáról is nevezetes volt.
1922-ben szerezte meg diplomáját a Heidelbergi Egyetemen. 1924-ben lépett be a náci pártba, ahol Gregor Strasser munkatársa lett. 1926-ban a párt körzeti vezetője lett Berlinben. Ekkor kezdett közelebbről foglalkozni a propaganda kérdéseivel. 1930-tól a pártpropaganda országos vezetője lett (Reichspropagandaleiter der NSDAP). 1933-ban a náci hatalomátvétel után népfelvilágosítási és propagandaminiszter (Reichsminister für Volksaufklärung und Propaganda) lett. Minisztériuma élén gyorsan ellenőrzést szerzett a hírközlés, a művészetek, és gyakorlatilag minden tájékoztató tevékenység felett Németországban. Nagy tehetséggel alkalmazta a rádió és a film új technikai eszközeit propagandacélokra. A nemzetiszocialista pártpropaganda fő témái között ott volt az antiszemitizmus, a keresztény egyházak elleni támadások, és – különösen már a háború idején – a harci morál erősítése.
A háború végén, Hitler 1945. április 30-i öngyilkossága után, Hitler végrendeletének megfelelően ő követte vezérét Németország kancellárjának posztján. Egy nappal később maga is öngyilkos lett feleségével együtt, miután megmérgezték hat gyermeküket.

## Gyermek- és fiatalkora
Rheydt kisvárosában született (ma Mönchengladbach része), szegény családban. Apja kistisztviselő volt, nehezen tartotta el négy gyermekét, de buzgó katolikusként mindent megtett azért, hogy a szorgalmas és tehetséges Josephet taníttathassa. Édesanyja holland származású volt.
Az ifjú Joseph egy gyermekkori csontbetegség miatt nem sportolhatott, lába kacska maradt, speciális cipőt kellett hordania. Alacsony termete mellett ez a hátrány is nyilvánvalóan kedvezőtlen lelki hatást gyakorolt rá. Később, az első világháború idején katonai szolgálatra is alkalmatlannak nyilvánították. Valószínűleg emiatt is fordult minden szorgalmával a tanulás, olvasás felé. Katolikus egyházi gimnáziumba járt szülővárosában, évfolyamelsőként érettségizett. Nagyon korán írni is kezdett. Katolikus ösztöndíjat nyert az egyetemi tanulmányaira. Számos egyetemen volt hallgató (Heidelberg, Bonn, Freiburg, Würzburg, Köln, Frankfurt am Main, München, Berlin), végül 1921-ben doktorált a német irodalom és filozófia tárgyában. Disszertációját Wilhelm von Schütz kevéssé ismert 19. század eleji német drámaíróról írta. Antiszemita nézetei ellenére több zsidó származású professzort, például Friedrich Gundolfot és Max von Waldberget is nagyra becsülte. Továbbra is írói ambíciókat táplált, de a siker elmaradt.
Egyetemi tanulmányai alatt, Freiburgban beleszeretett Anka Stalhermbe, aki nála három évvel idősebb volt, majd követte őt Würzburgba is. 1921-ben Goebbels írt egy önéletrajzi ihletésű, háromrészes regényt Michael címmel, amelynek csak az első és harmadik része maradt fenn. 1920-ban szakítottak Anka Stalhermmel, Goebbels emiatt az öngyilkosság gondolatával foglalkozott.
A családi hagyományoknak megfelelően ifjúkorában hívő katolikus volt, de a világ rendjét egyre tökéletlenebbnek érezte, és ez megingatta hitében. A korabeli, az első világháború és a versailles-i békeszerződés nyomán kialakult németországi viszonyok között diplomája, doktorátusa ellenére állást sem talált, nemhogy kiugrási lehetőséget. Sikertelenségei miatt a zsidó összeesküvést vádolta: ezekben az években vált radikális antiszemitává. 1923-ban néhány hónapig egy bankban dolgozott. Megélhetését amúgy is szegény családja biztosította, ő pedig csalódottan továbbra is rengeteget olvasott, ennek révén is kereste a kiutat az igazságtalannak érzett társadalmi rendszerből. Olvasmányai közé tartoztak Oswald Spengler, Houston Stewart Chamberlain filozófiai kötetei, de Dosztojevszkij is. A marxizmust mint judaista-internacionalista elméletet élesen elvetette, de érdeklődést mutatott az orosz bolsevikok iránt, mivel ők szerinte a saját nemzeti megmentésükre vállalkoztak.

## Nemzetiszocialista tevékenységének kezdetei
Goebbels így már akkor is valami nemzeti, judaizmus nélküli szocializmus felé orientálódott, amikor még a nemzetiszocialistákról nem is tudott. Rájuk az 1923. novemberi müncheni sörpuccs idején figyelt fel, amikor Hitlert letartóztatták. A tényleges kapcsolatot csak 1924 augusztusában vette fel velük, amikor egy ismerőse magával vitte egy náci csoport weimari gyűlésére. Itt találkozott többek között Gregor Strasserrel, Gottfried Federrel, és ettől kezdve a nemzetiszocializmus elszánt híve lett. Hitler kiszabadulása és a Nemzetiszocialista Német Munkáspárt (NSDAP) újraalapítása után hivatalosan is a párt tagja lett. Tehetségének megfelelően szerepet vállalt különböző náci kiadványok szerkesztésében. Nagy elismeréssel adózott Gregor Strassernek, aki szintén egy erősen nacionalista és antiszemita, de egyúttal „szocialista” Németországban gondolkodott.
Goebbels tehát eleinte a náci mozgalom „balszárnyához” érezte közel magát, egyúttal a német kommunisták akkori „nemzeti-bolsevik” szárnyával is sok mindenben egyetértett. Véleménye szerint az NSDAP-nek a szegény rétegekre kell támaszkodnia, és minden eszközzel a tőkések ellen kell harcolni, még akkor is, ha a bolsevizmust kell ehhez segítségül hívni. A kezdetektől fogva nagyra értékelte Hitler vezetői tehetségét, de viszolygott az őt körülvevő müncheni „kispolgároktól”. Az NSDAP 1925–26-os belső pártvitájában Strasser oldalára állt. Programtervezetük előtérbe állította a munkavállalók érdekeit, antikapitalista szlogeneket hirdetett, demokratizálni akarta a párton belüli döntéshozatalt. Hitler ezeket az elképzeléseket egy 1926 februárjában Bambergben tartott gyűlésen megsemmisítő kritikával illette, és ez ellen a Strasser-csoport jelen lévő képviselői, Goebbelst is beleértve, nem mertek szót emelni. Goebbels ekkor ugyan „szörnyűségesnek” találta Hitler álláspontját, azaz a tőkés és nagybirtokos magántulajdon elismerését, a Szovjetunió fő ellenségként való meghatározását, de különösen azt, hogy a szocializmus egy zsidó kreáció, azonban e véleményét csak a naplójában rögzítette. A konferencia után Hitler néhány más Ruhr-vidéki, vele nem teljesen egyetértő náci vezetővel együtt, meghívta őt magához Münchenbe, hogy meggyőzze őket. Hitler és Goebbels beszédet is mondtak egy helyi gyűlésen. A megbékülés tökéletesen sikerült, Goebbels teljesen elfogadta Hitler álláspontját, és megerősödött abban a hitében, hogy egy zsenivel van dolga. Ettől kezdődött az a szinte vallásos áhítata, amellyel Hitlert követte, és amely katolikus hitének helyébe lépett.

## Berlini vezetőként

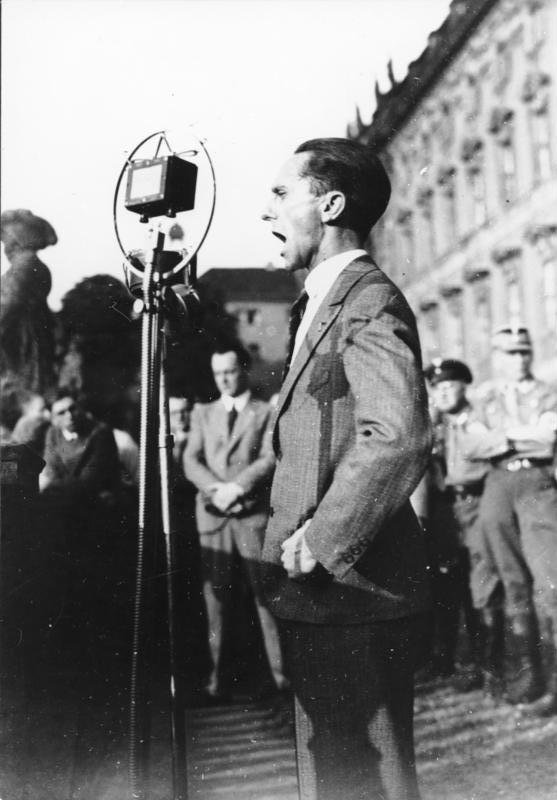
Goebbels beszél 1932-ben. Karjának tartása tekintélyt parancsoló

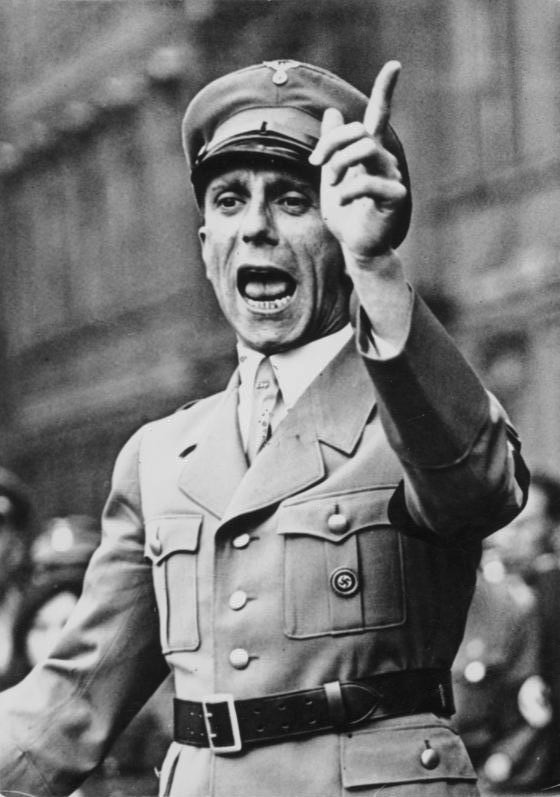
Goebbels beszél 1934-ben. Felemelt ujja fenyegető

Hitler 1926-ban az NSDAP berlini szervezetének vezetőjévé nevezte ki, részben azzal a céllal, hogy megbontsa a Ruhr-vidéki náci vezetők azon csoportját, amely még kételkedhetett az ő tévedhetetlenségében. Hitler szabad kezet adott neki e rendkívül fontos körzet irányításában, és hatáskörébe rendelte a helyi SA és SS szervezetek irányítását is. Kizárólag személyesen Hitlernek tartozott felelősséggel. Goebbels nagy lelkesedéssel látott munkához. A helyi párttagságot revízió alá vette, és csak a legaktívabbakat tartotta meg. Bevezette a párttagdíjat, és belépőjegyet árult a gyűléseikre, hogy a párt anyagi helyzetét megszilárdítsa. Részben a párt ismertségének növelésére utcai csetepatékat provokált a német kommunista párt aktivistáival. Adaptálta az akkoriban gyorsan fejlődő kereskedelmi marketing módszereit a politikai tevékenységre, beleértve a jól hangzó jelszavakat és a tudatalattira ható eszközöket. Új típusú plakátjai többek között hatalmas vörös betűkkel rejtélyes üzeneteket emeltek ki, ami arra késztette a nézőt, hogy végigolvassa a kisebb betűkkel írt szöveget is.
Hatalmas szónoki tehetségét tudatosan fejlesztette, beszédeit, gesztusait tükör előtt gyakorolta. A gyűléseket rituális menetelések és éneklés vezette be, a helyszíneket pártzászlókkal dekorálták. Mindig késve érkezett, úgy időzítve, hogy a legnagyobb érzelmi hatást váltsa ki. Beszédeit részletesen megtervezte, de képes volt a rögtönzésre is, hogy rugalmasan alakítsa kapcsolatát közönségével.
Goebbels taktikája arra irányult, hogy utcai provokációkkal, összetűzésekkel hívja fel a széles nagyközönség figyelmét az NSDAP-ra. Ez ahhoz vezetett, hogy a rendőrség 1927 májusában kitiltotta a párt rendezvényeit a fővárosból. Ennek ellenére folytatódtak az incidensek, például fiatal nácik véletlenszerűen kiválasztott zsidókat támadtak meg az utcán. 1927 októberében Goebbels számára rendőrileg megtiltották, hogy gyűléseken beszéljen. Ekkor alapította a Der Angriff (Támadás) című modern kiállítású és végtelenül agresszív, antikommunista és antiszemita hangvételű lapot a berlini térség propagandacéljaira.
Goebbels továbbra is táplált irodalmi ambíciókat. Kiadatta Michael című ifjúkori művének új változatát, és további, sikertelen kísérleteket tett színdarabok írására. Számos nővel volt viszonya ebben az időben, köztük ifjúkori szerelmével, Anka Stalhermmel is, aki ekkor már férjnél volt, és volt egy kisgyermeke is. Goebbels gyorsan esett szerelembe, de ugyanolyan gyorsan meg is unta kapcsolatait, és továbblépett. Attól is tartott, hogy a tartós kapcsolat árthat politikai karrierjének.
Az NSDAP kitiltását 1928-ban, a májusi Reichstag-választások előtt feloldották. A választásokon a szociáldemokraták végeztek az élen 29,8%-kal, a polgári Német Nemzeti Néppárt 14,2%-ot, a Centrum 12,1%-ot, a kommunisták 10,65-ot szereztek. Az NSDAP a Goebbels irányította intenzív kampány ellenére csaknem 100 000 szavazatot vesztett korábbi eredményeihez képest, és mindössze 2,6%-os eredményt ért el, Berlinben csak 1,4%-ot. Emiatt Gregor Strasser erősen bírálta őt a lapjában. Goebbels azonban az egyike lett a tizenkét bejutó NSDAP-képviselőnek. Ez immunitást biztosított számára egy sor folyamatban lévő büntetőeljárás alól. Később, 1931-ben mégis kénytelen volt pénzbüntetést fizetni a Der Angriffban megjelent hamis állítások miatt.
1930-ban a nácik és a kommunisták közötti erőszak eszkalálódása, valamint az érintettek közötti személyes konfliktus miatt Horst Wessel költőt és SA-vezetőt két kommunista meggyilkolta. Goebbels Horst Wessel halálából hatalmas propagandafegyvert kovácsolt, személyét a nemzetiszocialista mozgalom mártírjának, egyik indulóját pedig Horst-Wessel-Lied néven a párt himnuszának nyilvánította.
A nagy gazdasági világválság 1930-ban már súlyosan érintette Németországot, rohamosan nőtt a munkanélküliség. Ebben az időben a Strasser testvérek új lapot indítottak Berlinben Nationaler Sozialist címmel, amelyben a nácizmusra vonatkozó saját elméletüket propagálták. Ez a nacionalizmus mellett nagy hangsúlyt fektetett az antikapitalizmusra, a Nyugat-ellenességre, és társadalmi reformokat követelt. Goebbels panaszára Hitler végül keményen állást foglalt Gregor Strasserrel és elméleteivel szemben, és Goebbelst nevezte ki helyére az NSDAP birodalmi propagandafőnökének, aki azonnal leállította a Nationaler Sozialist kiadását. Ekkor lett Goebbels az összes náci lap, köztük a Völkischer Beobachter főnöke is. Otto Strasser és társai júliusban elhagyták a pártot, ami nagy megkönnyebbülést jelentett Goebbels számára.
A gazdasági helyzet gyors romlása miatt 1930 szeptemberére új választásokat írtak ki. Az NSDAP kampányát Goebbels vezette. Gyűlések, beszédek ezreit tartották szerte az országban. Hitler és Goebbels féktelenül demagóg beszédeikben a válság okául a weimari köztársaság politikáját és a versailles-i békeszerződést nevezték meg. Faji alapokon álló új német politikát, nemzeti egységet hirdettek meg. A siker óriási volt a korábbiakhoz képest: az NSDAP 6,5 millió szavazattal az ország második legnagyobb pártja lett.
Az 1930–32-es választási hadjáratok során mutatkozott meg a maga teljességében Goebbels propagandazsenije. Pontosan megértette, mit kíván Hitler, hogyan szeretné megnyerni a tömegeket. Goebbels minden eszközt bevetett, hogy biztosítsa a szavazókat Hitler elképzelései számára. Briliánsan bánt a sajtóval, ezernyi eszközt alkalmazott, brosúrákat, röplapokat, hangfelvételeket. A kampány rengeteg utazásához bevetette az autók mellett a repülőgépet is.
Goebbels 1930 vége felé ismerkedett meg Magda Quandttal, aki 1931 decemberében a felesége lett. Az egygyermekes, elvált asszony, egy gazdag gyáros volt felesége, néhány hónappal korábban csatlakozott a náci párthoz, és önkéntesként dolgozott a berlini párthivatalban. A Reichkanzlerplatzon lévő lakása hamarosan Hitler és az NSDAP más vezetőinek kedvenc találkozóhelye lett.
A világválság körülményei között nem sikerült szilárd kormányzást biztosítani Németországban, ezért 1932-ben további két országos választásra is sor került. Goebbels továbbra is intenzív kampányokat szervezett gyűlésekkel, felvonulásokkal. Hitler városról városra repülővel közlekedett a kampányfellépéseire, Goebbels erről úgy adatott hírt, hogy „a Vezér Németország fölött” Goebbels maga is rengeteg beszédet mondott. Goebbels néhány beszédüket hanglemezen is kiadta, valamint több rövidfilmet is készíttetett a gyűléseken történő bemutatás céljából. Plakátjaik igen agresszívak voltak, például félmeztelen óriás férfialakok zúzták szét rajtuk az „ellenséget”, a kommunistákat, a zsidókat, a nemzetközi tőkét. A párt támogatottsága az 1932-es első választáson tovább nőtt, viszont a másodikon, amelyet az év őszén kellett megrendezni, már csökkent, Hitler ekkor 2 millió szavazatot vesztett, és a korábbi 230 képviselői hely helyett 196-ot, 33,1%-ot szerzett.
Továbbra sem sikerült szilárd kormányt felállítani sem Kurt von Schleicher, sem Franz von Papen vezetésével. A helyzet veszélyes volt Hitler számára, mert ha sikerül megszilárdítani a kormányzatot részvétele nélkül, az politikai bukását jelentette volna. Ezért Goebbels és az NSDAP tovább folytatta kemény kampányát, a politikai helyzet destabilizálását az SA és az SS segítségével. Papen végül azt javasolta Hindenburg elnöknek, hogy gyengébb választási eredménye dacára Hitlert nevezze ki kancellárnak, és majd ő, Papen, alkancellárként kézben fogja tartani. Így került Hitler a kancellári székbe 1933. január 30-án, ellentétben azzal a máig élő legendával, hogy szabad választásokon jutott volna hatalomra.

## Propagandaminiszterként
Hitler kancellári kinevezését megünnepelendő, Goebbels január 30-án fáklyás felvonulást rendezett Berlin utcáin mintegy 60 000 ember részvételével, akik közül sokan az SA és az SS egyenruháját viselték. Goebbels csalódással fogadta, hogy nem lett Hitler első kormányának a tagja. Hitler egy további új választáson akarta megerősíteni hatalmi pozícióját. A választási kampány kellős közepén került sor a Reichstag felgyújtására, ami nagymértékben az NSDAP kezére játszott. Ennek ellenére a március 5-i választásokon sem sikerült elérni a várt földcsuszamlás jellegű győzelmet, a párt „csak” 43,9%-ot szerzett. Goebbels megkapta miniszteri kinevezését az újonnan kreált propagandaminisztérium (Reichsministerium für Volksaufklärung und Propaganda) élére. Az új kormány első ülésén a választást kinevezték forradalommá.

Náci könyvégetés, 1933. május 10.

Goebbels miniszterként totális ellenőrzést vezetett be a német kulturális és szellemi élet felett. Céljául azt tűzte ki, hogy az NSDAP támogatottságát 100%-osra növelje. Nagyszabású ünnepséget szervezett a hatalom ünnepélyes átadására Hindenburg és Hitler között Potsdamban 1933. március 21-én. Ő szövegezte Hitler rendeletét a zsidó üzletek náci bojkottjáról. Goebbels áprilisban szülővárosába, Rheydtbe utazott, ahol a város hősének nyilvánították, és a főutcát róla nevezték el.
Goebbels a hagyományos május elsejei ünnepet, amelyet elsősorban a munkásosztály, és azon belül is főleg a kommunisták éreztek magukénak, a náci pártot, az NSDAP-t ünneplő eseménnyé alakította át. A munkások hagyományos rendezvényei helyett hatalmas pártgyűlést szervezett a berlini Tempelhof-mezőn. Másnap pedig az SA és az SS az ország összes szakszervezeti irodáját elfoglalta és bezárta. A szakszervezetek helyébe a nácik által szervezett úgynevezett Német Munkásfront (Deutsche Arbeitsfront, DAF) lépett. Goebbels ezt az eseményt naplójában úgy kommentálta, hogy „Németország urai lettünk!” Május 10-én nagy beszédet mondott az első nagy náci könyvégetésen.
Az NSDAP vezette kormányzat Goebbels hathatós közreműködésével megkezdte a zsidók kiszorítását a közéletből. Számos foglalkozásban megtiltották a zsidó származásúak, a „nem árják” tevékenységét. Felállították az első koncentrációs táborokat, kezdetben a politikai ellenfelek számára. A Gleichschaltungnak nevezett folyamat során az egész társadalmat a náci elvek alapján szervezték meg. Minden önkéntes, civil szervezet, sportegyesület irányítását náci szimpatizánsok vagy párttagok kezébe adták. 1933 júniusára a folyamat nagyjából be is fejeződött; a kivételt egyelőre a hadsereg és az egyházak alkották. 1933 októberében törvénnyel helyezték náci kontroll alá az egész sajtót. A törvény kötelezte az újságírókat arra, hogy munkájukat a nemzetiszocializmus életfilozófiájának és kormányzati koncepciójának megfelelően végezzék.
1934. június végén került sor a hosszú kések éjszakájára, amikor Hitler leszámolt azokkal a korábbi harcostársaival, köztük az SA vezetőivel, akik teherré váltak számára. Goebbels részt vett a művelet megszervezésében, és jelen volt Ernst Röhm müncheni letartóztatásánál. Hindenburg elnök 1934. augusztusi halála után Goebbels maga jelentette be a rádióban, hogy egyesítik a kancellári és az államelnöki posztot, és mindkettőt Hitler fogja betölteni, akinek hivatalos címe ezentúl vezér és birodalmi kancellár (Führer und Reichskanzler) lesz.
Goebbels miniszterként számos magyar vezetőt fogadott. Tárgyalásairól általában igen negatívan emlékezett meg naplójában. Kozma Miklós magyar belügyminiszter látogatása kapcsán megjegyezte: a magyarok csalók, önzők, és brutális módon elnyomják a német kisebbséget. Idézi Hitlernek azt a megjegyzését is, hogy a mértékadó magyar államférfiak úgy megvesztegethetők, „mint egy török”.

### A minisztérium működtetése
A Goebbels vezette minisztérium működési területe nagyon széles volt. Hatáskörébe tartozott a tömeggyűlések megszervezése, a közegészségügy, az ifjúsági és „faji” kérdések, a sajtó, rádió, film, a művészetek, a zene, a színház, a propaganda és az ellenpropaganda, Németországban és külföldön egyaránt. Goebbels vezetési stílusa kaotikus és kiszámíthatatlan volt, szerette a nyilvánosság előtt lehordani munkatársait. Ennek ellenére a minisztérium hatékonyan működött. Az amerikai Life magazin 1938-ban úgy fogalmazott, hogy a minisztert senki nem szereti, ő sem szeret senkit, de a leghatékonyabb német minisztériumot vezeti. A minisztériumnak vidéken 42 „birodalmi propagandahivatala” működött, a munkatársak több mint kétharmada egyetemet végzett.
Goebbels 1933 júniusában létrehozta a Birodalmi Filmkamarát, amelyhez minden, a film területén dolgozó művésznek kötelező volt csatlakoznia. A filmgyártásnak szorosan igazodnia kellett a nemzetiszocialista eszmékhez, a legtöbbször nyílt propagandát kellett folytatnia. Szeptemberben létrejött a művészeti kamarák ernyőszervezete, a Reichskulturkammer, amely alatt aztán további kamarák fogták össze a különböző művészeti ágak szereplőit. Az újságíróknak emellett 1800-ig visszamenően kellett bizonyítaniuk „árja” származásukat, házastársukra vonatkozóan is. A művészeti kamarák tagjai csak e szervezet engedélyével hagyhatták el az országot. A könyvkiadás terén cenzúrabizottságot hoztak létre, és a régi alkotások közül is csak azokat lehetett újra kiadni, amelyek szerepeltek a jóváhagyott művek listáján. A nem megfelelőnek nyilvánított műveket 1933 májusától nyilvánosan máglyára vetették. Még a kabaré-előadásokat is cenzúrázták. Ebben az időben megindult a német művészek és értelmiségiek erőteljes külföldre áramlása.

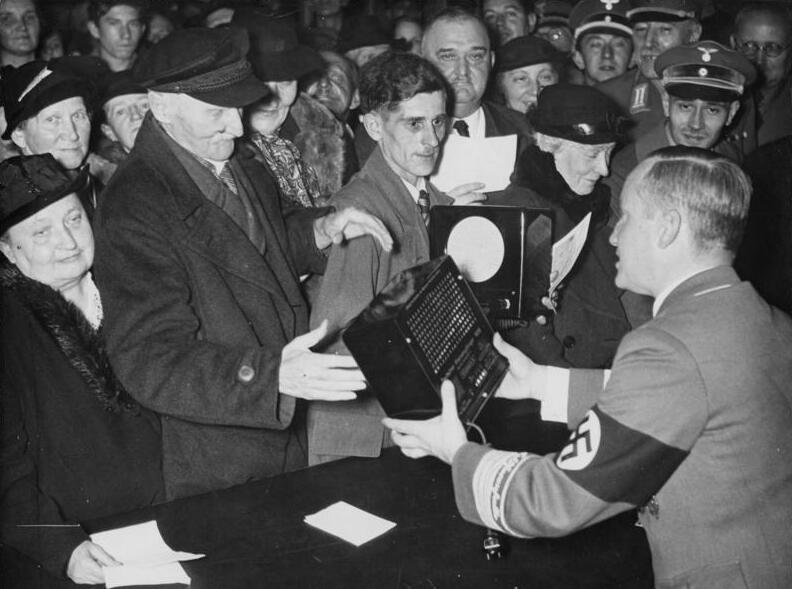
Ingyen néprádiókat osztogatnak Goebbels születésnapján Berlinben 1938-ban

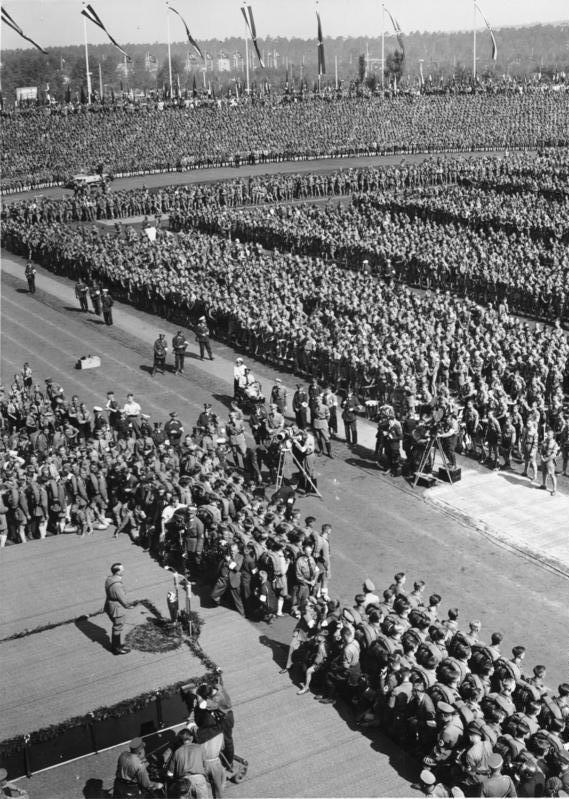
Hitler az 1934-es nürnbergi pártgyűlésen. Leni Riefenstahl és stábja a pódium előtt készítik a filmfelvételt

Goebbels különösen érdeklődött a rádió mint a tömegpropaganda eszköze iránt. Bizonyos helyi tiltakozások ellenére (különösen Göring háborodott fel az általa vezetett Poroszországban) Goebbels megszerezte az ellenőrzést a rádióállomások felett, és egy országos intézménybe szervezte azokat (Reichs-Rundfunk-Gesellschaft) 1934 júliusában. Rávette a gyártókat olcsó néprádiók előállítására, amelyekből 1938-ra már csaknem tíz milliót adtak el. A közterületeken, gyárakban, iskolákban hangszórókat szereltek fel a fontos rádióadások közvetítésére. Ennek révén Hitler beszédei, a náci párt közleményei eljutottak csaknem minden némethez. A világháború kitörésekor halálbüntetés terhe alatt betiltották a külföldi rádiók hallgatását.
A náci propaganda fókuszában állt Hitler személyi kultusza. Ennek a kultusznak nagy részét Goebbels építette fel tudatosan propagandamunkájával. Hitler dicsőítése volt az egyik fő eleme az 1934-es nürnbergi pártgyűlés koreográfiájának is. Leni Riefenstahl a gyűlésről filmet készített Az akarat diadala címmel, amellyel elnyerte az 1935-ös Velencei Nemzetközi Filmfesztivál aranyérmét. Himmlerrel és Rosenberggel közösen Goebbels kialakított egy sajátos nemzetiszocialista ünnepkört, amely szakított a keresztény hagyományokkal.
Antiszemitizmusa döntő szerepet játszott tevékenységében. Irányításával zajlott le a zsidó tulajdonosú üzletek bojkottja, majd 1938. november 9-én nagyrészt Goebbels kezdeményezésére és tervei alapján hajtották végre a kristályéjszakát (Reichskristallnacht), amelynek során a nemzetiszocialista félkatonai alakulatok zsidó tulajdonú üzleteket fosztottak ki, zaklatták, illetve megölték tulajdonosaikat.
Goebbels részt vett a Berlinben megtartott 1936. évi nyári olimpiai játékok szervezésében is. Ekkor találkozott Lída Baarová cseh színésznővel, akivel aztán intenzív szerelmi kapcsolata alakult ki. Ennek 1938-ban csak Hitler „atyai” intésére vetett véget. Az 1937. év nagy projektje volt Goebbels részéről az „Elfajzott művészetek” kiállítása Münchenben, ahol a náci ízlésnek nem megfelelő modern művészetek alkotásait mutatták be – megsemmisítésük előtt.

### Harc az egyházzal
1933-ban Hitler megbízásából Franz von Papen alkancellár konkordátumot írt alá a Vatikánnal, amely egyrészt biztosította a katolikus intézmények függetlenségét, másrészt megtiltotta az egyház beavatkozását a politikába. A náci rezsim ennek ellenére folyamatos nyomás alatt tartotta a keresztény egyházakat befolyásuk csökkentése érdekében. 1935–1936-ban egyházi személyek százait tartóztatták le, pénzügyi és szexuális, gyakran koholt vádak alapján. Goebbels nagy nyilvánosságot biztosított ezeknek a pereknek, és igyekezett a klérust a legrosszabb fényben feltüntetni. Korlátozták az egyház nyilvános gyűléseit, kiadványaikat cenzúrázták. A feszületeket eltávolították az állami intézményekből, majd később újra engedélyezték azokat. Hitler bizonytalankodott abban, hogy az egyházak elleni harcot (Kirchenkampf) mennyire állítsa politikája középpontjába, de az egyházakkal kapcsolatos éles kritikai megjegyzései elegendők voltak Goebbels számára ahhoz, hogy erősítse propagandáját. 1937-ben Hitler azt is kijelentette, hogy végső soron fel akarja számolni a protestáns egyházat.
XI. Piusz pápa az egyház elleni támadásokra válaszul bocsátotta ki „Mit brennender Sorge” („Égető aggodalommal”) kezdetű enciklikáját 1937-ben, amelyet minden katolikus szószékről felolvastak. Ebben elítélte a náci rezsim támadásait az egyház ellen. Goebbels válaszul még inkább erősítette a támadásokat. 1937. május 28-án húszezer párttag előtt elmondott és a rádió által közvetített beszédében erkölcsileg züllöttnek nevezte a katolikus egyházat. A propaganda nyomán erősen visszaesett az egyházi iskolákba jelentkezők száma, végül 1939-ben minden egyházi iskolát bezártak, illetve állami iskolává alakítottak. A támadások nyomán a németországi klérus egyre óvatosabb lett a rezsim kritikájában. 1937. július végén aztán Hitler, főleg külpolitikai okokból, utasítást adott az egyházellenes támadások mérséklésére.

## Goebbels propagandatevékenysége a második világháborúban
Goebbels az egyik leglelkesebb támogatója volt Hitler agresszív hódító terveinek, többek között azon az 1934-es tanácskozáson, amelyen a Führer 1942-t jelölte meg a keleti támadás céldátumának katonai vezetők előtt. Naplójában lelkesen üdvözölte a Rajna-vidék katonai megszállását 1936-ban. Az 1938-as müncheni egyezmény előtt Goebbels a propaganda minden eszközével igyekezett támogatni a szudétanémeteket és támadni a csehszlovák kormányt. Amikor azonban azt észlelte, hogy a német közvélemény tart a háborútól, kissé visszafogta a sajtó háborús propagandáját. Miután Münchenben a nyugati hatalmak engedtek Hitler követeléseinek, Goebbels átirányította propagandagépezetét a Lengyelország elleni vonalra, különös tekintettel Danzig helyzetére. Ezzel sem sikerült azonban a német közvéleményt teljesen a háború pártjára állítania. Ő maga is táplált belső kétségeket a Lengyelország megtámadásával kiprovokált, Nagy-Britannia és Franciaország elleni háborúval kapcsolatban.
Az 1939-es lengyelországi hadjárat után Goebbels totálissá tette a németországi média feletti ellenőrzését. Ami azonban a külföldi propagandát illeti, Joachim von Ribbentrop külügyminiszter folyamatosan vitatta az illetékességét. Hitler nem döntött a két rivális vitájában, ezért ők mindvégig folytatták hatásköri küzdelmeiket. Goebbels egyébként nem vett részt a katonai döntések meghozatalában, és a diplomáciai tárgyalásokról is csak utólag értesült.

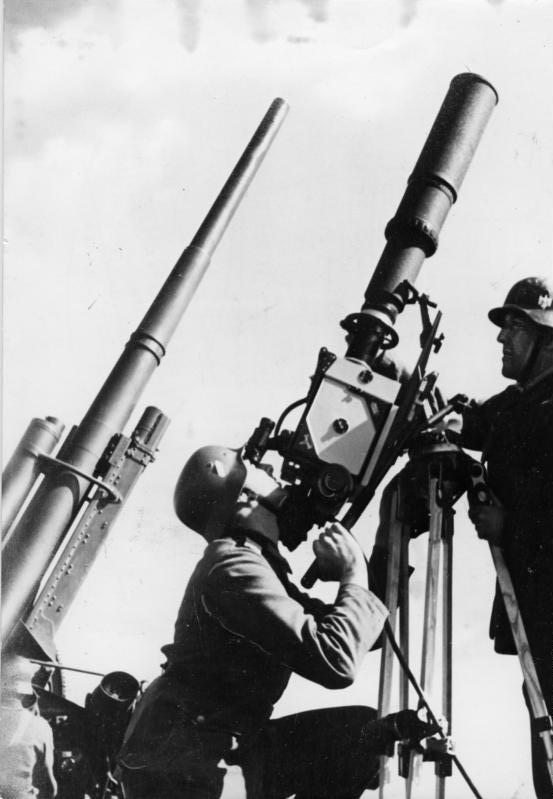
Híradófilm készítése a fronton, 1941. január

A propagandaminisztérium a meghódított országokban azonnal átvette a helyi műsorszóró szervek irányítását, és elkezdte saját propagandája sugárzását, lehetőleg a korábban is tevékenykedő bemondókkal, hogy ezzel is növeljék a lakosság előtt szavahihetőségüket. A minisztérium nemcsak a hírek tartalmát tartotta szoros ellenőrzés alatt, hanem még azt is, hogy milyen zenei műsorokat adjanak le a rádiókban. A propagandafilmek vetítésére 1500 mobil filmvetítő teherautót is alkalmaztak. A háború előrehaladtával és a kudarcok megjelenésével Hitler egyre kevesebbet jelent meg a nyilvánosság előtt, így fokozatosan Goebbels lett a náci rezsim hangja. 1940 májusától gyakran írt újságcikkeket is, amelyeket aztán a rádióban is beolvastak. A háborús német filmgyártás körülbelül felét alkotta a közvetlen propaganda.
Goebbels sokat foglalkozott a „hazai fronttal”, a német lakosság moráljának fenntartásával is. Úgy vélte, hogy minél inkább bekapcsolódik a lakosság a háborús erőfeszítésekbe, annál inkább erősödik majd erkölcsi tartása is. Kampányokat szervezett például téli ruházat és sífelszerelés gyűjtésére a keleti front számára. A nehézségek fokozódásával 1942 vége felé 80%-ra növelte a rádióadásokban és a filmekben a könnyű szórakoztatás arányát, és a direkt propaganda aránya 20%-ra csökkent. A berlini körzet náci vezetőjeként (Gauleiter) foglalkoznia kellett más háborús nehézségekkel is, így az élelmiszer- és textilhiánnyal, valamint a sör- és a dohány-jegyrendszerrel, ami különösen negatívan hatott a lelkesedésre. A szövetségesek győzelmei, Németország bombázásának megkezdése és különösen a sztálingrádi csata súlyos nehézségek elé állította a náci propagandagépezetet. A belső körökben megerősödött az az elmélet, hogy a kudarcokért nagyrészt a szövetségesek a felelősek. Goebbels híven visszhangozta naplójában Hitlernek azt a tételét, miszerint a románok rossz katonák, az olaszok még rosszabbak, de a legrosszabbak a magyarok. 1943. január 15-én Hitler kinevezte Goebbelst az újonnan létrehozott országos légoltalmi bizottság vezetőjének is. A bombázások elleni védekezés, illetve főleg a károk helyreállítása azonban továbbra is jórészt helyi feladat maradt.

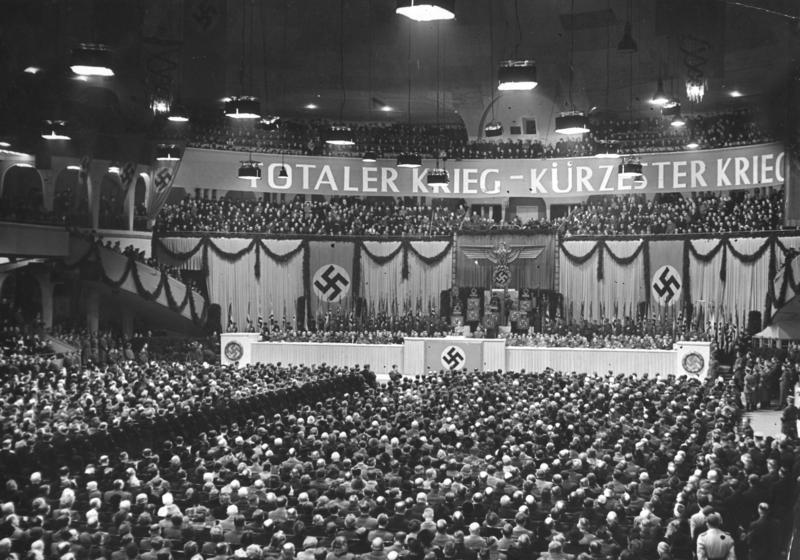
Goebbels beszéde a berlini Sportpalotában, 1943. február 18.

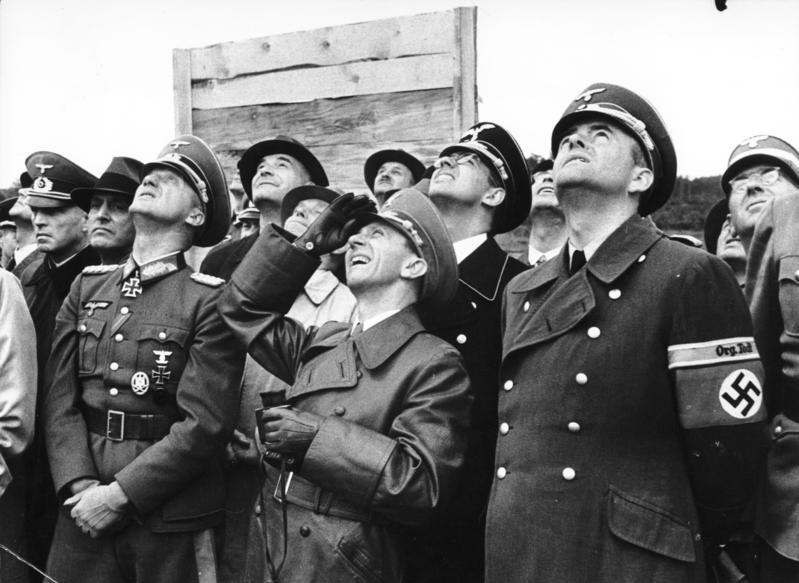
Goebbels (középen), Albert Speer és más vezetők rakétakísérletet tekintenek meg Peenemünde mellett

Az újabb és újabb háborús kudarcok nyomán Goebbels szorgalmazta Hitlernél, hogy vezesse be a „totális háborút”, azaz a teljes gazdasági élet átállítását a háborús viszonyokra. E témában adta elő Goebbels a legismertebb beszédét 1943. február 18-án a berlini Sportpalastban. Szenvedélyesen követelte hallgatóságától a totális háború iránti elkötelezettséget, ebben láttatta a német nép megmentésének egyetlen esélyét. Célzást tett arra is, hogy a zsidóság megsemmisítésének folyamata már megkezdődött. A beszédet élőben közvetítette a rádió, és filmre is felvették. Ebben az időben fedezték fel a németek a katyńi vérengzés tömegsírjait, és Goebbels természetesen ezt is bevetette annak érdekében, hogy éket verjen a szövetségesek közé.

### A totális háború teljhatalmú irányítója

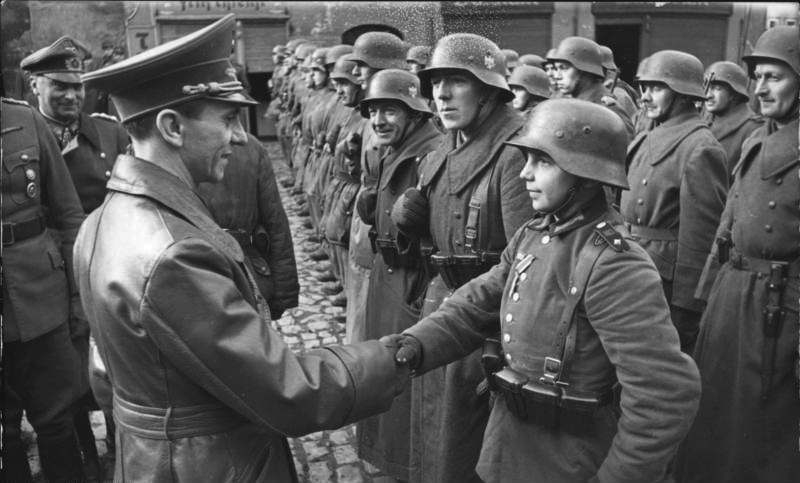
1945. március 9.: Goebbels Vaskereszttel tünteti ki a Hitlerjugend egy 16 éves tagját Lauban védelméért

A szövetségesek szicíliai partraszállása (1943. július) és a kurszki csatában aratott stratégiai jelentőségű szovjet győzelem (1943. július–augusztus) után Goebbels kezdte felismerni, hogy a háborút már nem lehet megnyerni. Mussolini bukása után azt javasolta Hitlernek, hogy indítson külön tárgyalásokat Nagy-Britanniával vagy a szovjetekkel. Hitler azonban ezt elutasította.
A további katonai kudarcok, valamint a Hitler elleni 1944. július 20-i merénylet után július 23-án Hitler Goebbelst – Hermann Göring ellenkezése dacára – kinevezte a totális háború teljhatalmú megbízottjának azzal a feladattal, hogy maximalizálja az „emberanyag” áramlását a Wehrmachtba és a hadiiparba a kevésbé fontos ágazatok rovására. Ezzel félmillió új katonát sikerült besorozni, de egy részüket a hadiiparból kellett kivonni. 1944 őszén bevezették a népfelkelők rendszerét (Volkssturm), azaz a korábban alkalmatlannak nyilvánított férfiak nagy részét is besorozták. Ezek a gyengén kiképzett, rosszul felfegyverzett, nagyrészt 45–60 éves emberek azonban nem lehettek képesek hatékony ellenállásra a szovjet tankok ellen. A program emellett természetesen nagyon népszerűtlen is volt.

### Vereség és halál

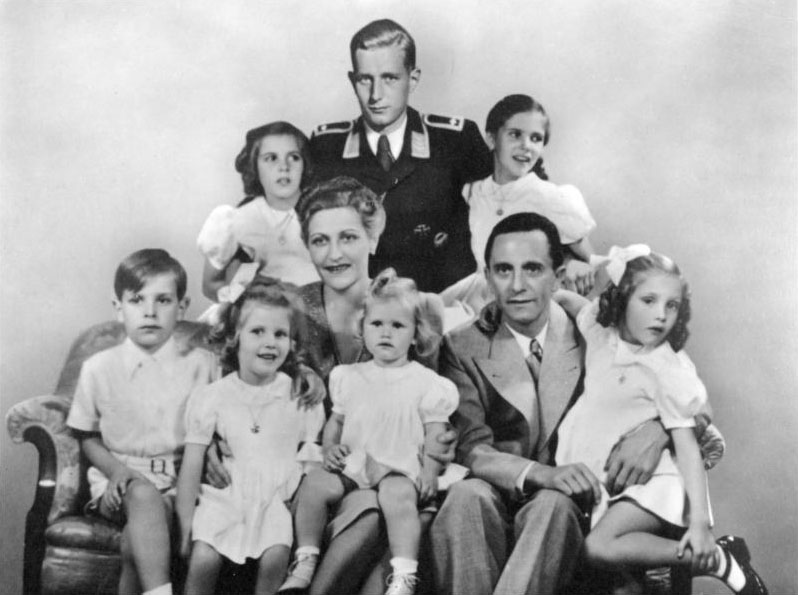
A Goebbels család. Goebbels mostohafia, Harald Quandt képét távollétében (katonai szolgálatát teljesítette) másolták rá a képre

A végső vereség közeledtével Hitler és Goebbels egyre elégedetlenebbek voltak a Wehrmacht vezetőivel. Goebbels Hitlernek ki is jelentette, hogy 1934-ben Röhm és társai likvidálása helyett mégis inkább a hadsereget kellett volna lefejezni, ahogy azt Sztálin tette „oly nagy sikerrel” a nagy tisztogatás idején. A háború utolsó hónapjaiban Goebbels beszédei és írásai egyre inkább apokaliptikus hangvételűek lettek. Míg más náci vezetők arra akarták rávenni Hitlert, hogy vonuljon vissza az „alpesi erődbe”, Goebbels amellett érvelt, hogy egy utolsó hősi helytállásra van szükség Berlinben. Ő maga is visszavonult családjával berlini házukba (Magda előző házasságból származó fia már fogságba esett), és 1945. január végén megvitatták feleségével gyermekeik sorsát, közös öngyilkosságuk lehetőségét.
Goebbels elérte régi célját, és Hitler legközelebbi embere lett, különösen azután, hogy Göring, majd Heinrich Himmler is kegyvesztett lett. Hitler április 22-én bejelentette környezetének végső döntését, hogy Berlinben marad, és öngyilkos lesz. Ugyanezen a napon Hitler meghívására Goebbels családjával beköltözött a kancellária alatti bunkerbe, a Vezér közelébe. Április 23-án Goebbels proklamációban hívta fel Berlin népét a maximális ellenállásra, és biztosította hallgatóságát arról, hogy ő is a körükben marad családjával együtt.
Április 29-én Hitler hivatalosan feleségül vette Eva Braunt, majd lediktálta végrendeletét, amelyhez Goebbels és Martin Bormann tanúskodott. Ebben Goebbelst jelölte meg utódjának a kancellári poszton, az államelnök Karl Dönitz admirális lett, Bormann pedig a párt vezetője. Hitler utasította Goebbelst Berlin elhagyására, azonban ő később egy utóiratot csatolt a végrendelethez, amelyben leszögezte, hogy maradni akar, és családjával együtt a Führer mellett fognak véget vetni életüknek.
Hitler öngyilkossága után Goebbels május 1-én végrehajtotta egyetlen hivatalos kancellári intézkedését: utasította Hans Krebs vezérkari főnököt, hogy fehér zászló alatt kezdjen tárgyalásokat Vaszilij Ivanovics Csujkov altábornaggyal, a már Berlinben harcoló szovjet 8. gárdahadsereg parancsnokával a tűzszünet feltételeiről. Mivel a szövetségesek már évekkel korábban megegyeztek abban, hogy a feltétel nélküli megadásig harcolnak, e tárgyalás eredménytelen maradt.
Goebbels aznap este Helmut Kunz SS-orvossal morfiuminjekciót adatott hat gyermekének, majd amikor öntudatlanok lettek, ciánkapszulát törtek össze a szájukban. Ezután Goebbels és felesége a kancellária kertjében öngyilkosságot követett el. Holttestüket később Hans Fritzsche, a Propagandaügyi Minisztérium rádióosztályának vezetője, Goebbels egyik főmunkatársa azonosította.

## Goebbels helyzete a náci vezetésen belül
Goebbels 1925-től kezdve Hitler egyik leghűségesebb követője volt. Önálló kezdeményezései csak a saját hatáskörén belül, Hitler érdekeinek és a közös ügynek a képviseletében jelentek meg. A személyi politikában csak ritkán tudta érvényre juttatni elképzeléseit, mert Hitler ügyesen egyensúlyozott híveinek törekvései között. Goebbelsnek mindenki az útjában állt, aki csak beavatkozott az ő – egyre szélesített – működési körébe. Általában kihasználta ilyen ellenfelei meggyengülését, és akkor lépett, ha alapos reménye volt a sikerre. 1928-ban egy ízben Heinrich Himmlert is támadta, de miután azt tapasztalta, hogy az SS-vezér jobb helyzetben van nála, visszavonult. Soha nem csapott össze a mindvégig erős Bormann-nal.
Külön harcot vívott Ribbentroppal annak 1938-as kinevezésétől kezdve, részben azért, mert a külügyminiszter bele akart szólni a külföldi propaganda irányításába, részben pedig azért, mert a vereségek idején Ribbentrop képtelen volt külpolitikai sikereket elérni. A legkomolyabb ellenfele azonban Hermann Göring volt, az ő megbuktatása a fő célja lett. Az utolsó években Hitlernél szinte megszállottan szorgalmazta leváltását. Göringet tette felelőssé az egész háború kudarcáért a légierő csődje miatt, ebben jó okot látott a magamutogató kábítószer-élvező eltávolítására, aki Hitler helyettesének, kijelölt utódjának számított. Hitler azonban, bár általában elismerte Goebbels igazát, mégsem nyúlt Göringhez egészen addig, amíg 1945. április vége felé Bormann-nak sikerült őt meggyőznie a marsall árulásáról. Hitler valószínűleg azért vonakodott az iránta 1922-től hűséges társa leváltásától, mert nem bízott abban, hogy egy személycsere javulást hozhat. Goebbels végül szívós küzdelmével annyit ért el, hogy Hitler öngyilkossága után egy napra ő lett az utódja.

## A goebbelsi propaganda jellegzetességei
Goebbels mint propagandista a hihető hazugságok és az időzítés mestere volt. Tehetsége mellett a náci birodalom hatalmi eszközeit is megszerezte, illetve propagandája szolgálatába állította. A teljes sajtóra kiterjesztette hatalmát, minden híradást kontroll alatt tartott. A háború kezdetekor betiltották a külföldi rádióadások hallgatását. Német részről viszont rendkívül aktívan sugározták különböző nyelveken – sokszor álcázott formában, más név alatt – saját propagandájukat.
Az igazság és a tények csak annyi szerepet játszottak híradásaiban, hogy kerülte a könnyen cáfolható hazugságok alkalmazását, éppen a saját maga által folytatott hírfertőzés hatékonysága érdekében. Egyébként gátlástalanul sulykolta propagandájában a hazugságokat. Tömegpropagandájában sikeresen keltett hisztériát, például a Reichstag felgyújtása után, a kristályéjszaka előtt. Ügyesen nagyította fel a sikereket, mint az 1933-as választások eredményeit.
Propagandája gyakran közvetlenül szolgálta a birodalom külpolitikai céljait, és csak másodsorban célozta a hazai lakosságot. Igyekezett téveszméket kelteni Németország szándékai iránt. Hatalmas kampányokat szervezett a német sérelmek ürügyén (Ausztria, Szudéta-vidék, Danzig). Megtévesztési céllal olyan újságszámot adott ki, amelyben mintha tévedésből felfedte volna az Anglia elleni német invázió tervét, majd visszavonatta és bezúzatta, ezzel vezetve félre ellenfeleit.

### A propaganda technikája
Goebbels korának számos technikai vívmányát, újítását gyorsan propagandája szolgálatába állította. A hatalomra jutás előtti kampányokban is nagy szerepet kaptak már a technikai eszközök, például – a nagyiparosok egy részének bőkezű támogatásai segítségével – repülőkkel, kitűnő gépkocsikkal szelték az országot a kampánygyűlésekre igyekvő náci vezetők.
A hatalom megszerzése után fontos eszközzé vált a rendszeres heti filmhíradó, amelyet akkoriban egy héten át minden moziban, minden film előtt levetítettek. Naplóbejegyzései szerint az általa szorosan ellenőrzött heti híradók célirányos torzításai, vágásai mindig elnyerték Hitler maximális tetszését. A film mellett a rádió lehetőségeit is maximálisan kihasználta. A nemzetiszocialista gyűlések megszervezésére az erő és a hatalom igézete, a geometria mámora, a gigantománia volt jellemző.

### Hitler egyik leghűségesebb követője
Goebbels képzett, intelligens, karakteres koncepciókkal rendelkező személyiség volt, de 1925-től gyakorlatilag megszűnt önálló véleményt alkotni, még kevésbé hangoztatni. Mindenben Hitler álláspontját követte, azok változásán keresztül is. Jó példa erre a Szovjetunióval kapcsolatos nézeteinek változása. 1925-ben még Strasserékkal, azaz a náci párton belüli „baloldali” ellenzékkel együtt ellenezte azt a hitleri koncepciót, hogy a német „életteret” a Szovjetunió rovására kell biztosítani. Ezután Hitler mellé állva a Mein Kampfban rögzített hitleri antibolsevik propaganda nagy organizátora lett. 1939-ben őt is meglepte a Molotov–Ribbentrop-paktum (ebből is látszik, hogy Hitler őt számos fontos döntésébe nem avatta be előzetesen), de hűségesen követte az új taktikai irányvonalat. Nem sokkal később az egyik főszereplője volt annak a világtörténelmi méretű cselvetésnek, amikor a Szovjetunió megtámadására készülve fenntartották a Nagy-Britannia ellen készülő invázió látszatát. Ezt követően pedig propagandája újra teljes erővel bolsevikellenes irányba fordult.
A vég közeledtével azonban már akadtak olyan ügyek, amelyekben Goebbels nem értett egyet Hitlerrel, aki 1945. március 19-én kiadta a később Néró-parancsnak elnevezett utasítását, amely szerint a német visszavonulás során az ország minden olyan ipari, infrastrukturális és egyéb létesítményét el kell pusztítani, amelyet az ellenség katonai célokra esetleg felhasználhatna. Ezzel párhuzamosan a „zászlórendeletben” azt követelte, hogy abban a házban, ahol fehér zászlót tűznek ki, minden férfit agyon kell lőni. Egy további parancsban leszögezte, hogy „ez idő szerint a lakosságra semmiféle tekintettel nem lehet lenni”. Goebbels ezzel kapcsolatban osztotta Albert Speer véleményét, aki szerint ezek a parancsok nemcsak értelmetlenek, hanem végrehajthatatlanok is, és naplójában leszögezte: a háborús politikának nem lehet feladata a népet heroikus pusztulásba vezetni.

### Radikalizmus
Goebbels egész életében hajlott a szélsőséges megoldásokra. Mindig azt az ellenséget javasolta véglegesen eltiporni, amelyiket a körülményeknek megfelelően nagyobb kockázat nélkül meg lehetett támadni. Lelkesen hadakozott a kommunisták, a szociáldemokraták, a pártbeli árulók, a zsidók, a lengyelek, a magyarok vagy az olaszok ellen. Egykor Mussolini csodálója volt, 1943 szeptemberében viszont szinte sajnálta, hogy kimentették fogságából, mert úgy vélte, hogy emiatt a további olaszországi német politikában valamelyest tekintettel kell majd lenni rá. Bár a magyarokról általában lesújtó véleménye volt, Horthy Miklóst eleinte nagyra tartotta, aztán semmi kifogása nem volt az ellen, hogy eltávolítsák.

### A holokauszt szorgalmazója
Goebbels már a nürnbergi zsidótörvény-javaslatok közül is a legdrasztikusabbat támogatta, amelyhez képest akkor, 1935-ben még Hitler is mérsékeltebb volt. Később nagyon örült annak, hogy hozzá hasonlóan Hitler is a „radikális” megoldás híve lett. A gettóba zárt zsidókat olyan fertőző gócoknak tekintette, amelyek „sebészi eltávolítása” közérdek. Ott volt mindegyik pogromhullám kezdeményezői között. Folyamatosan követelte a berlini zsidók kitelepítését. Különös véletlen, hogy a német zsidók közül éppen Berlinben menekültek meg a legtöbben, valószínűleg a nagyváros által nyújtott bujkálási lehetőségek miatt.

## Családi élete

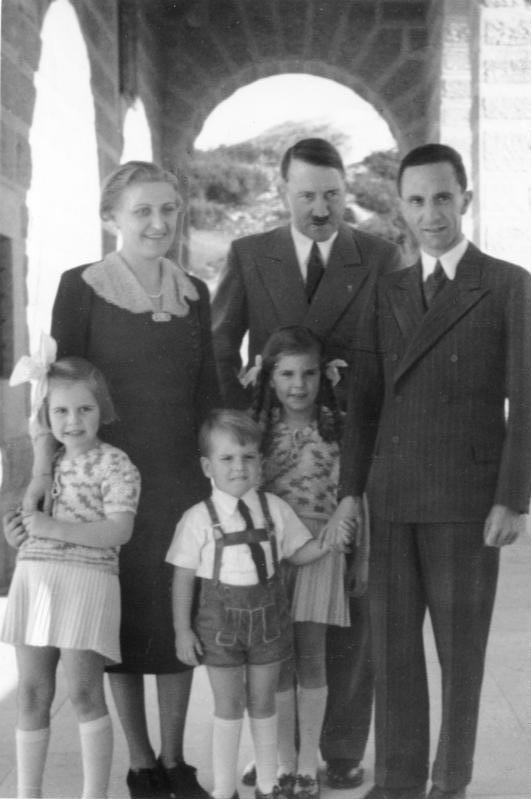
„Békülési” fotó Hitler kezdeményezésére

Hitler nagyon kedvelte Magda Goebbelst és gyermekeit. Szívesen látogatta meg őket otthonukban. Goebbels felesége a Hitlert körülvevő nők kis csoportjának tagja lett, valamint a rezsim nem hivatalos képviselőjévé is vált, gyakran kapott leveleket német nőktől, akik családi ügyekben kértek tőle tanácsot.
Goebbels, más kalandjai mellett, 1936-tól intenzív szerelmi viszonyt folytatott Lída Baarová cseh színésznővel. Magda 1938 elején Hitlerhez fordult, aki rábeszélte beosztottját a szakításra és a család egységének helyreállítására. Hitlernek azonban később is közbe kellett lépnie családi vitákban. 1938 októberében közös fotót is készíttetett a saját részvételével a helyreállt családi béke jegyében. Goebbels feleségének is voltak viszonyai, így Kurt Ludeckével 1933-ban és Karl Hankéval 1938-ban.
A Goebbels család tagja volt Harald Quandt, Magda fia, előző házasságából (született 1921-ben), illetve közös gyermekeik, Helga (1932), Hilde (1934), Helmuth (1935), Holde (1937), Hedda (1938) és Heide (1940).

## Utóélete
Goebbels és propagandája már életében fogalommá vált. A „goebbelsi propaganda” azóta a hazugságokat féktelenül, gátlástalanul sulykoló uszító propaganda szinonimája. Ma is gyakran előfordul, hogy politikai ellenfelek egymást a goebbelsi propaganda módszereinek alkalmazásával vádolják, bár ez általában erős túlzás.

### Életének és tevékenységének művészi és dokumentarista feldolgozásai
Goebbels alakja már 1940-ben szerepelt művészfilmben, mégpedig Dr. Gorbitsch figurájában, Charlie Chaplin híres A diktátor című filmjében. Alakját Henry Daniell formálta meg. A korabeli amerikai náciellenes propagandafilm, az Enemy of Women (A nők ellensége) ugyancsak szerepeltette Goebbelst, igaz, történelmietlen, torz formában. Szerepét Paul Andor játszotta.
Halála után Goebbels több filmben jelent meg, így a Der letzte Akt (Az utolsó felvonás) (1955) című német filmben, ahol Willy Krause formálta meg alakját. A 2003-ban készült Hitler: The Rise of Evil (Hitler – A sátán felemelkedése) című filmben Justin Salinger alakította, a Der Untergang (A bukás – Hitler utolsó napjai) (2004) című filmben pedig Ulrich Matthes játszotta őt. A 2005-ben elkészült a Das Goebbels-Experiment (Lutz Hachmeister alkotása) Goebbels naplója alapján dokumentálja az életét, kommentár nélkül. 2010-ben készült a Jud Süß – Film ohne Gewissen című film Oskar Roehler rendezésében, amely a hírhedt náci propagandafilm keletkezését mutatja be. Ebben Moritz Bleibtreu játssza Goebbels szerepét.
Alakja feltűnik a Hitler elleni merényletet feldolgozó alkotásokban is, mivel Otto Ernst Remer vele való találkozása fordítja meg jelentősen az eseményeket. Az 1990-es Megölni Hitlert című változatban Jonathan Hyde, míg a 2008-as Valkűrben Harvey Friedman jelenítette meg.
Több jelentős televíziós dokumentumfilm is készült személyéről, így Andrea Morgenthaler háromrészes alkotása, amelyet az ARD sugárzott először 2004 októberében.

## Művei
- Naplója

### Regények
- Michael, egy német sors naplóoldalakon (Michael, ein deutsches Schicksal in Tagebuchblättern); 1928
- Iskarioti Júdás (Judas Iskariot); 1928

### Politikai művek
- Kommunizmus maszk nélkül (Kommunismus ohne Maske); 1935
- A tántoríthatatlan/Vasszív (Das eherne Herz); 1943

## Művei magyarul
- Kommunizmus álarc nélkül; Müller, Berlin, 1935
- Kommunizmus álarc nélkül; Held J. Ny., Bp., 1935?
- A bolsevizmus elméletben és gyakorlatban; Müller, Berlin, 1936
- A zsidók akarták a háborút!; s.n., s.l., 1941
- József Goebbels: Naplóm. A Kaiserhoftól a birodalmi kancelláriáig; ford. Fiala Ferenc; Könyv- és Lapkiadó, Bp., 1942
- A német nép totális háborúja. Göbbels beszéde a berlini "Sportpalast"-ban 1943. február 18-án; Centrum Ny., Bp., 1943
- Göbbels beszéde; Centrum Ny., Bp., 1944
- Napló; vál., szerk. Rátkai Ferenc, előszó, jegyz. Ormos Mária; Dunakönyv, Bp., 1994

## Fordítás
- Ez a szócikk részben vagy egészben a Joseph Goebbels című angol Wikipédia-szócikk ezen változatának fordításán alapul.  Az eredeti cikk szerkesztőit annak laptörténete sorolja fel. Ez a jelzés csupán a megfogalmazás eredetét és a szerzői jogokat jelzi, nem szolgál a cikkben szereplő információk forrásmegjelöléseként.